# Pan profesor
Pan profesor je český televizní seriál, který měl premiéru  9. září 2021 na TV Nova. Inspirací je slovenský seriál  z dílny TV Markíza, jehož předlohou je německý seriál Der Lehrer z roku 2009.

## Obsazení

### Hlavní role
| Vojtěch Dyk    | Mgr. Marek Vlček, učitel chemie, fyziky a tělocviku                                                                                             |
| Beáta Kaňoková | Mgr. Karolína Beránková, učitelka českého jazyka a literatury, základů společenských věd, partnerka Marka Vlčka, od 2. řady zástupkyně ředitele |
| Martin Pechlát | PhDr. Jaroslav Král, ředitel školy, bývalý učitel gymnázia                                                                                      |

### Vedlejší role
| Jana Krausová       | Bc. Irena Průšová, sekretářka ředitele školy                                                                             |
| Matouš Ruml         | Ing. Jakub Valenta, učitel matematiky a informatiky                                                                      |
| Ondřej Bauer        | Mgr. Pavel Moravec, učitel biologie, zeměpisu, expartner učitelky Barbory Růžičkové později manžel učitelky Evy Levé     |
| Pavlína Mourková    | Mgr. Zlata Svobodová, učitelka dějepisu                                                                                  |
| Eva Hacurová        | Mgr. Barbora Růžičková, učitelka němčiny a angličtiny, expartnerka Pavla Moravce, odešla do Afriky bez rozloučení        |
| Berenika Kohoutová  | Mgr. Eva Moravcová (dříve: Levá), nová učitelka němčiny a angličtiny později manželka učitele Pavla Moravce (od 2. řady) |
| Helena Dvořáková    | Mgr. Soňa Marešová, neoblíbená učitelka matematiky (od 2. řady)                                                          |
| Viktor Zavadil      | Bc. Robert Zelenka, praktikant ve škole (od 2. řady)                                                                     |
| Kristýna Jedličková | Marie Králová, dcera Jaroslava Krále (od 2. řady)                                                                        |
| Marek Němec         | JUDr. Tomáš Mařík, kamarád Marka Vlčka, milenec Karolíny (od 2. řady)                                                    |
| Vojtěch Vodochodský | Jan Kamenický, biologický syn Marka                                                                                      |
| Nela Boudová        | Libuše Beránková, matka Karolíny                                                                                         |
| David Švehlík       | MUDr. Viktor Klátil, úspěšný a ambiciózní lékař na neurologii a expartner učitelky Karolíny Beránkové (1. řada)          |
| Kristýna Podzimková | MUDr. Monika Látalová, lékařka a kamarádka Marka (1. řada)                                                               |
| Kristýna Leichtová  | Karin Dvořáková, barmanka a kamarádka Marka (1. řada)                                                                    |

### Studenti

#### Markova třída
| Simona Lewandowská          | Petra Holcerová             |
| Michal Pazderka             | Roman Tauber                |
| Adam Vohánka                | Karel „Charlie“ Fabián      |
| Adam Langer                 | David Kunovský              |
| Antonio Šoposki             | Martin Hrdlička             |
| Jessica Monteiro            | Kateřina „Katka“ Hrdličková |
| Filip František Červenka    | Tomáš „Tommy“ Strádal       |
| Monika Tomková              | Andrea „Andy“ Váňová        |
| Romana Widenková            | Julie Kovářová              |
| Leona Skleničková           | Lucie Mládková              |
| Kanwar Šulc                 | Samar Prathan               |
| Alžběta Zalubilová Prosecká | Lilian „Lili“ Boučková      |
| Radka Caldová               | Žofie Kellerová             |
| Barbora Horčičková          | Eliška Drábová              |
| Jiří Hába                   | Oliver Kratochvíl           |
| Šimon Obdržálek             | Erik Jurečka                |
| Deniz Kayalibay             | Richard Nový                |
| Matěj Beneš                 | Cyril Tichý                 |

#### Studenti (1–⁠2. řada)
| Denisa Biskupová | Lenka Fabiánová  |
| Denis Šafařík    | Patrik Hromádka  |
| Matěj Petrák     | Adam Tintěra     |
| Jakub Maršál     | Lukáš Darovský   |
| Zdeněk Vavřina   | Vojta Novák      |
| Štěpán Pospíšil  | Vláďa Cejnar     |
| Roman Daniel     | Sebastian Hrdina |

#### Studenti (2. řada)
| Valentýn Pokorný      | Petr Mareš             |
| Karolína Lipowská     | Nikol (Niki) Čudová    |
| Sebastian Pöthe       | Dominik Struhal        |
| Martin Polišenský     | Václav „Vašek“ Strádal |
| Karolína Lea Nováková | Mia Šedivá             |
| Rosalia Malinská      | Mirka Znamenáčková     |

### Rodiče

#### 1. řada (2021)
| Jiří Štrébl          | Tauber, Romanův otec                     |
| Alena Mihulová       | Tauberová, Romanova matka                |
| Anita Krausová       | Kellerová, Žofiina matka                 |
| Jana Stryková        | Natálie, Patrikova matka                 |
| Vasil Fridrich       | Kunovský, Davidův otec                   |
| Vlastina Svátková    | Silvie Kamenická, dávná přítelkyně Marka |
| Daniel Šváb          | Matěj Kamenický, nevlastní otec Jana     |
| Nataša Gáčová        | Samarova matka                           |
| Milena Steinmasslová | Stanislava Moravcová, Pavlova matka      |
| Lucie Zedníčková     | Váňová, Andreina matka                   |
| Jiří Ployhar         | Fabián, Lenčin a Charlieho otec          |
| Kristýna Janáčková   | Fabiánová, Lenčina a Charlieho matka     |

#### 2. řada (2022)
| Petr Lněnička    | Vladimír Mareš, Petrův otec |
| Gabriela Míčová  | Struhalová, matka Dominika  |
| Lukáš Král       | Dráb, otec Elišky           |
| Renata Prokopová | Drábová, matka Elišky       |
| Jiří Bábek       | Darovský, otec Lukáše       |
| Vasil Fridrich   | Kunovský, Davidův otec      |
| Jan Teplý ml.    | Cyrilův otec                |

### Epizodní role
| Jakub Štáfek  | Petr Jůza, vymahač a gangster (1. řada)                                  |
| Jan Hofman    | Mgr. Tomáš Nejedlý, sociální pracovník (1. řada)                         |
| Jaroslav Pížl | mjr. Bc. Jan Zábrana, vyšetřovatel (1. řada)                             |
| Lukáš Jůza    | JUDr. Martin Bůček, advokát Erika Jurečky (1. řada)                      |
| Václav Helšus | Jaroslav Vaněk, zastavárník a soused Erika Jurečky (1. řada)             |
| Adam Ernest   | Filip Jerabinský, Markův bývalý student a provozní Strip Clubu (1. řada) |
| Václav Šanda  | Daniel Šimák, barman v gay baru (1. řada)                                |
| Matěj Merunka | Benjamin „Benny“ Kraus, nový barman místo Karin (2. řada)                |

## Přehled řad
| Řada | Díly | Premiéra     | Premiéra          |
| Řada | Díly | První díl    | Poslední díl      |
| ---- | ---- | ------------ | ----------------- |
| 1    | 14   | 9. září 2021 | 9. prosince 2021  |
| 2    | 10   | 1. září 2022 | 3. listopadu 2022 |